# Vintern 2009–2010 i Europa

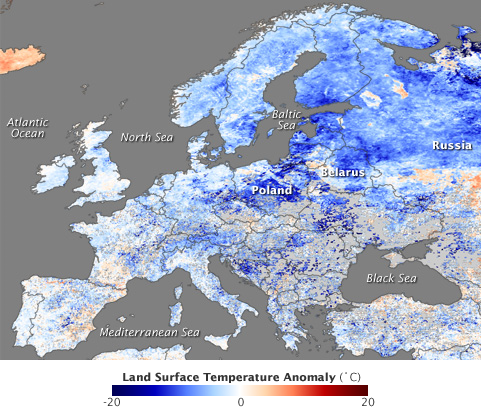
Europakarta från perioden 11–18 december 2009, jämfört med genomsnitt för åren 2000–2008

Vintern 2009–2010 i Europa var en sammanhängande period med rekordkallt väder i stora delar av Europa under perioden december 2009–mars 2010. Kylan orsakades av ett omfattande ostligt högtryck med centrum över inre Sibirien som med kraftiga ostvindar blåste västerut och parkerade i över norra kontinenten i hela tre månader.
Det kalla vädret orsakades av högtryck över Grönland och Island, så att väderfenomen tvingades söderut, vilket kallas Arktisk oscillation samt Nordatlantisk oscillation.

## Orsak
Den 6-10 december 2009 började ett enormt högtryck att växa till sig och gav rejält kyligt väder inne över Sibirien. Med kraftiga ostvindar som lokalt nådde över orkanstyrka fördes kalluften så sakteliga västerut och den 10 december hade högtrycket nått västra Ryssland och Finland. Runt den 13-14 december började kalluften att avancera västerut och spreds in över Skandinaviska halvön till den 14 december. I samband med att kalluften mötte Östersjön bildades stora nederbördsmängder som föll som snö i hela Skandinavien. Kalluften avancerade även mot syd och sydväst och nådde dagarna därpå även Iberiska halvön och Balkanhalvön. I Italien blåste det även kraftigt. I södra Tyskland och Polen omkom ett 30-tal personer efter att under natten till den 20 december varit ute i snön och kylan. Med bara fyra dagar kvar till julaftonen slog man fast att detta skulle bli en vit jul, och det blev det, om än enbart i området från Alperna och norrut. Längre söderut och västerut hade istället mildluft tagit över, och i Biarritz vid franska Atlantkusten var det på julaftonen hela 22 plusgrader. I Sverige konstaterade man att denna jul var vit för första gången sedan 2001. Hela landet var snötäckt från Skånes sydspets till nordligaste fjällvärlden. Under julhelgen var det dock uppehåll i landet, men kallt, inte en plusgrad på något håll. Samtidigt levde mildluften runt Medelhavet, men veckan efter skulle dock snö och kyla återkomma även till södra Europa.
Innan kylan återkom till södra Europa hade dock mildluften under julhelgen också gjort en snabbvisit i Sydsverige och 8 grader rapporterades i Skåne. Därefter drog mildluften västerut och kylan fick greppet om kontinenten igen. Över Kroatien och Italien varnades det för kraftiga snöbyar i samband med orkanbyar på 40 m/s. Sedan i januari var det fortsatt kallt under hela månaden utom i de östra delarna av Medelhavet där det var sommarvärme. I Stockholm var det inte plusgrader en enda dag under hela januari månad, vilket är ytterst ovanligt. Desto intressantare var vädret i februari. I början av månaden sjönk istället för höjdes temperaturen kraftigt och snötäcket ökade. I Europa var det under februari rejält snöigt och blåsigt väder, och det mest intensiva var ovädret Xynthia som orsakade kraftiga snöfall i Västeuropa samt södra Skandinavien och då ett 30-tal personer miste livet i orkanbyarna. Återigen gav dock en mildluftsattack 7 plusgrader i Skåne, vilket tärde på snötäcket. I mars månad kom dock nya snöoväder i form av rester från Xynthia in över Sverige, och hela landet utom delar av västra Skåne var snötäckt. Samtidigt hade våren börjat att anlända till södra kontinenten, och strax före mitten av mars hade våren anlänt till de södra Alpområdena. Samtidigt växte snötäcket i Norrland, och det kulminerade först i maj.